# 도원초등학교 읍도분교
도원초등학교 읍도분교는 대한민국 경상남도 통영시 도산면 도산일주로 34 (법송리)에 있었던 초등학교 분교이다.

## 연혁
- 1947년 9월 1일 읍도공립국민학교 설립인가
- 1982년 3월 1일 도원국민학교 읍도분교장
- 1990년 8월 14일 교사 전면 개수
- 1996년 3월 1일 도원초등학교 읍도분교장
- 1999년 3월 1일 폐교